# Spoedeisendehulpverpleegkundige

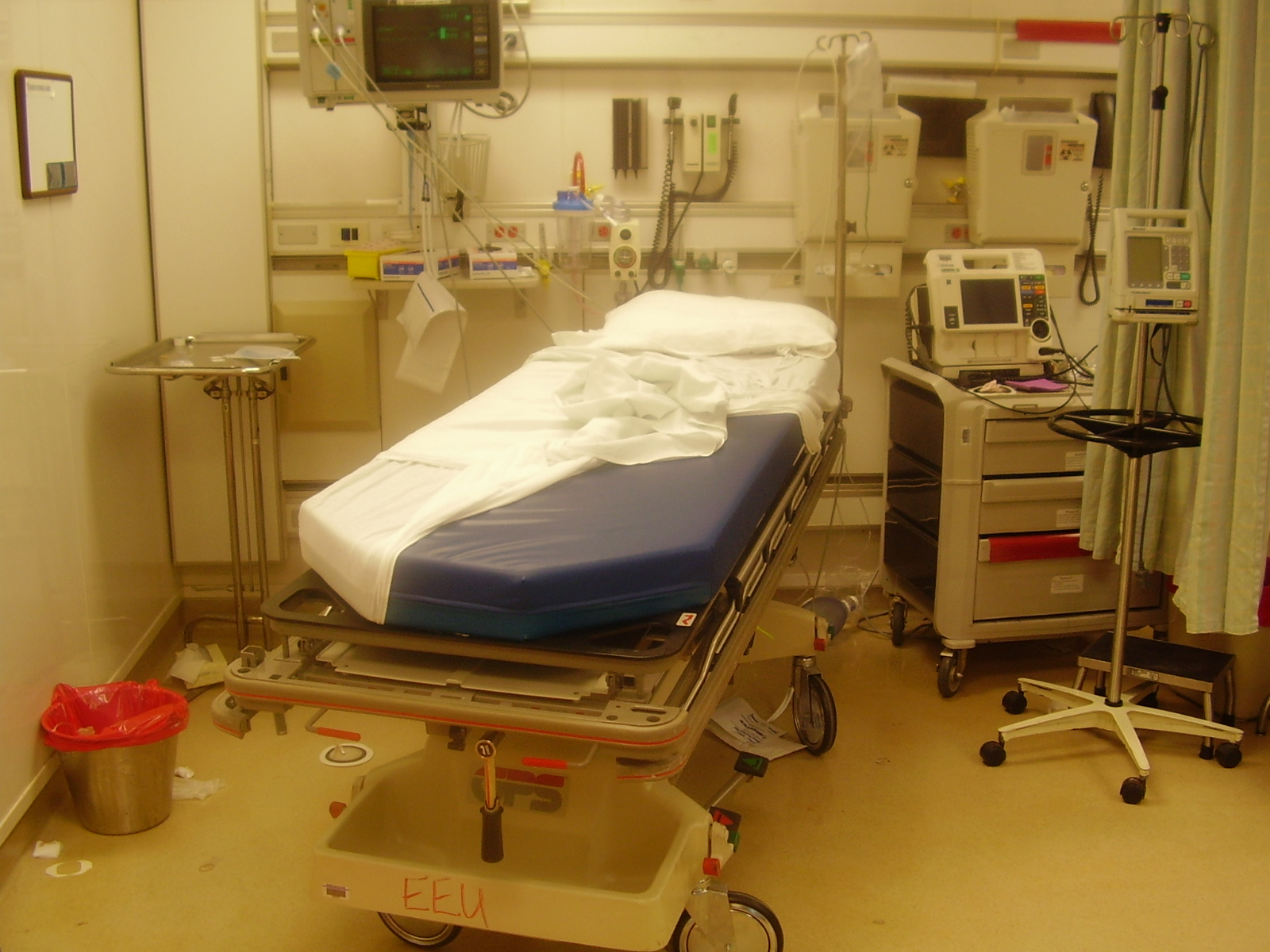
Het werkveld van een SEH-verpleegkundige

Een spoedeisendehulpverpleegkundige, SEH-verpleegkundige of CSO-verpleegkundige is een verpleegkundige met een vervolgopleiding die werkzaam is op de afdeling spoedeisende hulp (SEH of CSO) van een ziekenhuis. In België spreekt men officieel van verpleegkundigen met een bijzondere beroepstitel in de intensieve zorg en de spoedgevallenzorg (ook gewoon urgentieverpleegkundigen of spoedverpleegkundigen genoemd).

## Functie
De SEH-verpleegkundige is een van de eerste aanspreekpunten voor een patiënt met meestal acute symptomen die via de SEH het ziekenhuis binnenkomt. De patiëntencategorie is heel uitgebreid, van een gebroken arm tot een klaplong, waardoor een bepaalde mate van inzicht een vereiste is. Ook als het om leeftijden gaat kunnen zij van alles tegenkomen (tenzij de verpleegkundige in een kinderziekenhuis werkt).
Een verpleegkundige die werkzaam is op de eerstehulpafdeling van een psychiatrisch ziekenhuis is geen SEH-verpleegkundige.

## Opleiding

### Nederland
Om aan de anderhalf jaar durende vervolgopleiding te kunnen deelnemen dient men in het bezit te zijn van een diploma verpleegkunde op niveau 4 of 5 met enkele jaren werkervaring. Gedurende deze 18 maanden leert men klinisch te redeneren en wordt men opgeleid en getraind voor de eerste opvang van patiënten, variërend van een gebroken arm tot een hartinfarct of interne problematiek. Ook psychiatrie en drugsintoxicatie komen veel voor en maken onderdeel uit van de opleiding. Indien de gespecialiseerde SEH-verpleegkundige na diplomeren ervaring heeft opgedaan, leert hij of zij ook te triëren. Dit is een urgentieclassificatie (bijvoorbeeld volgens het Boston- of Manchestersysteem) om te bepalen hoe spoedeisend de hulpvraag van een patiënt is. Hieraan is een maximale wachttijd gekoppeld voordat een patiënt door een arts moet worden gezien. Tevens kan bepaald worden dat een patiënt eigenlijk door een huisarts kan worden gezien, of kan een SEH-verpleegkundige de patiënt soms helpen met kleinere verrichtingen, waarna de patiënt naar huis kan. Dit scheelt veel wachttijd voor de patiënt. Een SEH-arts controleert dan later de rapportage van de SEH-verpleegkundige en kan zo nodig nog ander beleid bepalen. Deze werkwijze bevordert de doorstroming van patiënten aanzienlijk. Na deze opleiding is het mogelijk door te leren voor ambulanceverpleegkundige. Om hiervoor in aanmerking te komen, moet men behalve de basisopleiding tot verpleegkundige een van de specialisaties SEH, CCU, IC of anesthesieopleiding hebben afgerond. Opgemerkt kan worden dat SEH nog het meest naadloos aansluit gezien de traumatologie, het acute karakter en de kortstondige patiëntcontacten.
De opleiding tot SEH-verpleegkundige is een opleiding op hbo-niveau en duurt 18 maanden. Tijdens de opleiding werkt de SEH-verpleegkundige in opleiding minimaal 32 uur op de Spoedeisende Hulp van een ziekenhuis. Tijdens het werk brengt hij of zijn in de praktijk wat in de theorielessen wordt geleerd. De opleiding wordt volledig vergoed door het ziekenhuis.
Tijdens de opleiding is men verplicht om de Advanced Cardiac Life Support-training (ACLS) te volgen. De Trauma Nursing Core Course (TNCC) is geïntegreerd in de SEH-opleiding en duurt twee dagen. Na de opleiding is het verplicht om de EPLS (opvang en behandeling van ernstig zieke en gewonde kinderen) te volgen. De cursus duurt twee dagen. Daarnaast volgt men een triagecursus (MTS) van een dag.

### België
In België dient men eerst het diploma Bachelor in de Verpleegkunde te behalen via een Hogeschool, en bij voorkeur de specialisatie ziekenhuis te hebben gevolgd. Nadien kan men starten aan een Bachelor-na-Bachelor (BNB) opleiding in de Intensieve zorg en Spoedgevallen, deze kan men behalen in één jaar (voltijds), of twee tot drie jaar (deeltijds). Met dit diploma kan men de beroepstitel Spoedgevallen en intensieve zorgen aanvragen, verpleegkundigen met deze beroepstitel hebben jaarlijks recht op een bijkomende premie van 3.341,50 euro. In deze opleiding wordt zowel de volwassene als het kind vanuit een biomedische benadering besproken.
Lijst van verpleegkundige specialisaties · portaal · afbeeldingen